# Tumbasjön
Tumbasjön (franska: lac Tumba eller lac Ntomba) är en stor sjö i Kongo-Kinshasa, som blev känd utanför närområdet då den "upptäcktes" av Henry Morton Stanley 1883. Den ligger vid Kongofloden, nära gränsen till Kongo-Brazzaville. 
Tumbasjön är en grund sjö vars yta varierar, men ligger runt 760 km². Den ligger på 340 m ö.h. Sjön står i förbindelse med Kongofloden genom Irebu-kanalen. De speciella förhållandena i denna ofta översvämmade region (Mbandaka) gör att vattnet i denna kanal kan strömma i båda riktningarna. Den största bosättningen vid sjön är Bikoro.
Området runt sjön är känt för stor biologisk mångfald, här finns bland annat bonobo och andra primater, samt även skogselefant. I själva sjön lever även två arter av krokodil (C. cataphractus och nilkrokodil) samt flodhästar. Många av dessa arter är hotade av befolkningstrycket och av omfattande skogsavverkning (huvudsakligen av Mellitia laurenti).  Det finns 114 olika sorters fiskar i Tumbasjön.